# Symfonie č. 3 (Fibich)
Symfonie č. 3 e moll, op. 53, je poslední ze tří zralých symfonií českého skladatele Zdeňka Fibicha. Byla napsána v roce 1898. Její provedení trvá asi 35-40 minut.

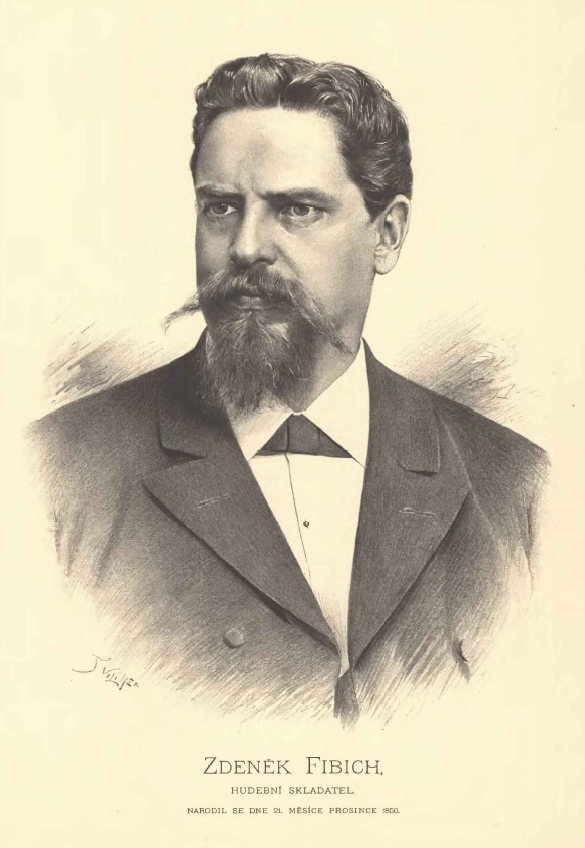
Zdeněk Fibich (rytina Jana Vilímka)

## Vznik skladby
Zdeněk Fibich brzy po své Druhé symfonii (1892) začal psát novou symfonii G dur věnovanou své lásce a múze Anežce Schulzové, po 186 taktech však práci přerušil, nespokojen s formou. V symfonické oblasti se na nějakou dobu odmlčel; jeho léta 1893-1897 byla ostatně vyplněna usilovnou prací na volné trilogii oper Bouře (1893-94, op. 40), Hedy (1894-95, op. 43) a Šárka (1896-97, op. 51). Teprve v roce 1898, v průběhu rekonvalescence po překonání nebezpečného onemocnění spálou, se pustil do práce na nové symfonii. Stejně jako symfonie č. 2 Es dur mu hlavní inspirací byl vztah s Anežkou Schulzovou a opět řada motivů pochází z průběžně doplňovaného cyklu klavírních skladeb Nálady, dojmy a upomínky (3. řady), ty jsou však důsledněji přizpůsobovány symfonickému médiu a celkový tón symfonie je střízlivější a vyzrálejší. 
Symfonie byla dokončena 19. července 1898. Skladatel ji věnoval slavnému německému dirigentovi Hansi Richterovi, který již dříve projevil o Fibichovu symfonickou tvorbu zájem. Poprvé ji zahrála Česká filharmonie dne 7. března 1899 pod řízením skladatele.
Třetí symfonie zůstala Fibichovou poslední. V roce 1899 začal pracovat na další symfonii A dur, jejímž hlavním motivem měla být skladatelova láska k alpské přírodě, tuto práci však přervala Fibichova smrt 15. října 1900.

## Struktura skladby
Třetí symfonie pokračuje ve Fibichově subjektivním, vášnivém lyrismu, a v tomto ohledu navazuje na operu Šárka, bezprostředně předcházející větší dílo. Současně však dokládá jak postupné ukáznění a soustředění výrazu, tak další rozvoj skladatelova instrumentačního umění. Fibichovský badatel Jaroslav Jiránek vidí i v této symfonii dílo programní, "píseň o životě tak, jak jej vidí zralý mistr".

### 1. věta (Allegro inquieto)
První věta pracuje s jediným tématem, a je tak ve Fibichově díle ojedinělým ryze monotematickým kusem. Toto téma je epické, podmalované stálou basovou figurou, a současně baladické (Jiránek: "jako by nějaký lidový rapsód vyprávěl"). Téma je v detailech neklidné, probíhá variacemi a je přerušované řadou krátkých epizod.

### 2. věta (Allegro con fuoco – Adagio)
Hlavní, dramatické až sveřepé téma je přejato z Nálady č. 208, zachycující konflikt mezi Fibichem a Anežkou Schulzovou vyvolaný skladatelovou žárlivostí; název navržený Zdeňkem Nejedlým je Když jsem byl vším právem pokárán. Následuje druhé téma (Adagio) vycházející tentokrát z Dojmu č. 53 nadepsaného Anežčina ústa: je to láskyplný dialog milujících bytostí vědomých si nástrah společného života.

### 3. věta (Vivo e grazioso – Andante con moto)
Třetí věta je rozmarná a veselá, lidovou notu dotváří stylizace polky. Střední část s vedlejším tématem (Andante con moto) zaznívá dvořákovským tónem a typově připomíná Fibichovy Nálady, dojmy a upomínky, ačkoli mezi nimi nemá přímý vzor.

### 4. věta (Allegro maestoso – Allegro vivace)
Finále v široké sonátové formě prochází řadou nálad: od baladické introdukce přes hlavní polkové téma, které však nejprve působí váhavě, přerušované lyrickými pasážemi vycházejícími z Nálad, dojmů a upomínek, až k živému a jásavému návratu k hlavnímu tématu, které finále dovádí k vítěznému závěru.

## Nahrávky
V současnosti jsou na hudebních nosičích (CD) dostupné zejména tyto nahrávky:
- 1950, dirigent Karel Šejna, Česká filharmonie. Nahrávka Supraphonu několikrát vydaná na LP a CD, naposledy v kompletu Fibichových symfonií jako SU 3618-2 902
- 1981, dirigent Jiří Bělohlávek, Státní filharmonie Brno, Supraphon 32CO-1256 (11 0657-2 011)
- 1993, dirigent Gerd Albrecht, Česká filharmonie, Orfeo C350951A
- 1994, dirigent Neeme Järvi, Detroit Symphony Orchestra. Nahrávka firmy Chandos, naposledy vydána v kompletu Fibichových symfonií jako 9682(2)

Existují i další nevydané nahrávky, například rozhlasové nahrávky Symfonického orchestru Československého/Českého rozhlasu v Praze s dirigenty Martinem Turnovským (1962), Josefem Hrnčířem (1974) a Stanislavem Boguniou (1999).